# Отён (графство)
Графство Отён (фр. Comte d'Autun) — средневековое бургундское феодальное образование, столицей которого был город Отён. Графство стало ядром образованного в 918 году герцогства Бургундия.

## История

### Образование графства
В 733 году, после разгрома арабской армии в битве при Пуатье, майордом Карл Мартелл подчинил себе Бургундию, раздав захваченные владения своим приближённым. В Шалоне он посадил Адаларда, в Отёне и Вьенне — Тьерри (Теодерика).
Тьерри (Теодерик) I является первым достоверно известным представителем рода Гильемидов, но его происхождение точно не известно. Главная сложность заключается в том, что в это время существовало несколько графов по имени Теодорик или Теодерик из различных близких родов. Существует ряд версий о происхождении Тьерри I. В настоящее время наибольшее распространение получила версия, по которой родоначальником Гильемидов был Бернхар, иногда отождествляемый с Бернариусом, графом в Септимании. Бернариус возможно был женат на Роланде (Хродоланде), которая по версии Пьера Рише была дочерью пфальцграфа Гугоберта и Ирмины, а также сестрой Бертрады Прюмской. По версии Сеттипани Роланда была дочерью Бертрады Прюмской. Сыном Бернхара и Роланды был Тьерри (Теодерик), вероятный отец Теодерика I, графа Отёна.
Теодерик неоднократно упоминается в 742 и 750 годах как граф Отёна. Точно не установлено, относятся эти сведения к Теодерику I или к его одноимённому отцу.
Следующее упоминание Тьерри относится к 775 году, когда он назван среди приверженцев короля Карла Великого. В декабре 782 году Тьерри упоминает Эйнхард, называя его родственником короля Карла. Последнее упоминание о Тьерри относится к 791 году, когда он участвовал в походе на авар, возглавляя саксонскую армию. Точный год смерти Тьерри неизвестен. В акте монастыря в Желоне, датированном 14/15 декабря 804 года, он назван умершим. Вероятно он умер вскоре после 791 года.
Тьерри I стал родоначальником рода, представители которого играли заметную роль в IX веке. Он был женат на дочери Карла Мартела по имени Альда (или Ода). Из его сыновей наиболее известен Гильом I Желонский (750—812), граф Тулузы и маркиз Септимании.

### Отён в начале IX века
О правлении ближайших преемников Тьерри I неизвестно практически ничего. После смерти ему наследовал старший сын, Теодоан (ум. 816). Правил он в Отёне всего 3 года, после чего его сменил племянник Хильдебранд III (ок.771—836), который происходил из рода Нибелунгидов, родоначальником которого был брат Карла Мартела Хильдебранд I (ок.690—752), граф в Бургундии. Матерью Хильдебранда III была Берта, сестра Теодоана. В 815 году Хильдебранда сменил сын Теодоана, Тьерри II (ум. 821). После смерти Тьерри II в Отёне последовательно правили двоюродные его братья, сыновья Гильома Желонского — Тьерри III (ум.830) и Бернар Септиманский (800—844), обладавший большими владениями на юге Франции. После казни Бернара Отён был передан графу Макона и Шалона Гверину, жена которого, Оба, возможно была дочерью Тьерри III.

### Отён в составе Бургундского маркграфства
Гверин (ум.853) был очень заметной фигурой в Бургундии, объединив в своих руках несколько бургундских графств. Он принимал активное участие в борьбе между императором Людовиком Благочестивым с сыновьями. Вначале он был сторонником Лотаря I, именно Гверин увез в 830 году в ссылку в Пуатье императрицу Юдифь. После раздела 831 г. его влияние в Бургундии значительно выросло. Но в 834 году Гверин перешел на сторону императора Людовика, защищая город Шалон от армии Лотаря. Но несмотря на это город был захвачен и опустошен. Лотарь пощадил Гверина, но обязал его принести присягу верности. В Хронике в 840/842 года он упоминается с как маркграф («герцог») Бургундии («dux Burgundiae potentissimus») и Тулузы («dux Tolosanus»). В это время он распространил своё влияние до Роны и Готии.
После смерти императора Людовика в 840 году Гверин перешел на сторону Карла Лысого, присягнув ему на верность в Орлеане. В 841 году он участвовал в битве при Фонтенуа в армии Карла Лысого и Людовика Немецкого против императора Лотаря. За это он после подписания Верденского договора в 843 году получил графства Отён, Осуа и Десмуа, что вместе с уже имеющимися у него графствами Макон, Шануа и Мермонтуа делает его самым могущественным феодалом в Бургундии. С этого момента Гверин становится маркграфом или маркизом Бургундии.
В 850 году Гверин послал своего старшего сына Изембарта в Готию против Гильома, сына Бернарда Септиманского, восставшего против Карла. Изембарт попал в плен, но вскоре ему удалось бежать. Собрав большие силы он захватил Гильома, который вскоре был казнен по приказу короля.
После смерти Гверина его владения переходят к Изембарту (815—858), но о его правлении практически ничего не известно. Вскоре после марта 858 года ему наследует Онфруа (Гумфред) (ум. после 876), а король Карл дарует Гумфриду титул маркиза Бургундии. В 862 году близкий родственник Гумфрида, регент Прованса Жерар был обвинен в мятеже против короля, но Карл не дал этому обвинению ход. Но в апреле 863 году Гумфрид захватил Тулузу у маркиза Раймунда I. Король направил войска в Бургундию и захватил владения Гумфрида, раздав их, а сам Гумфрид бежал сначала в Италию, а потом в Швабию.

### Графство во второй половине IX века
Отён после низвержения Онфруа в 863 году был захвачен Бернаром Плантвелю (841—886), сыном Бернара Септиманского. Он неудачно покушался на Карла Лысого, после чего бежал. Но он не прекращал попыток получить себе отцовские владения.
В 864 году для защиты Бургундии от набегов норманнов король передал Отён маркизу Нейстрии Роберту Сильному (ум. 866). В 865 году он получил ещё Невер и Осер, став главной фигурой в Бургундии. Но в 866 году Роберт погиб, и Карл Лысый передал Отён своему сыну Людовику, несмотря на попытки Бернара Плантвелю вернуть себе Отён. Но вскоре Карл перевел Людовика в Аквитанию, а Отён передал Эду I (ум. 871), родственнику Роберта Сильного. К этому моменту Эд уже был довольно значительной фигурой в регионе. Он владел графствами Макон и Дижон, Варе и Портуа в Бургундии, а также графством Труа.
После смерти Эда Отён на некоторое время вернулся в дом Нибелунгидов, в нём последовательно правили 2 сына Хильдебранда III — сначала Бернар (ок. 812—872), а затем его брат Экхард II (ок. 810—877), владевший к тому времени уже Шалоном и Маконом. После его смерти владения опять были разделены. Карл Лысый передал Отён маркизу Бернару Готскому (ум. 878), потомка одного из сыновей Терри I Отёнского. Но правил он недолго. После смерти Карла Лысого Бернар отказался признать своим сюзереном сына Карла, Людовика Заику. Владелец Готии, Септимании, Берри и Отёнуа, Бернар считал себя равным королю. Но реакция Людовика последовала очень быстро, Бернар был захвачен и позже казнен. А его обширные владения были распределены между несколькими родами. Готия досталась Бернару Плантвелю, Отён — Тьерри IV Казначею (ум. 883), брату Бернара и Экхарда II.
После смерти короля Людовика Заики в 879 году Тьерри Казначей и маркиз Нейстрии Гуго Аббат защищали интересы умершего короля, заставив короновать двух его сыновей, Людовика III и Карломана. В это же время Бозон Вьеннский, владелец практически всей долины Роны и Соны (Прованс, Вьенн, Лион, Макон, Шароле) потребовал себе графство Отён. В результате Гуго Аббат урегулировал этот спор, Терри Казначей согласился обменять Отён на несколько аббатств.

### Образование герцогства Бургундия
В том же году Бозон был выбран бургундской знатью королём Бургундии, что привело к выступлению против него королей Франции и Германии. В конце 880 года Отён, Безансон, Шалон, Макон и Лион были захвачены и перешли под контроль Каролингов. Отён был отдан брату Бозона, Ричарду Заступнику (ок.856—921), сохранившего верность Каролингам. Позже Ричард значительно увеличил свои владения, последовательно получив Невер, Осер, Санс и Труа. К 898 году сюзеренитет Ричарда признавали семнадцать из восемнадцати бургундских графств (кроме Макона) и король Карл III Простоватый признал за ним титул маркграфа Бургундии, в 918 году — герцога Бургундии. Герцоги Бургундии, потомки Ричарда, носили также титул графа Отёна, а территория графства стала центром Бургундского герцогства.

## Список графов Отёна
Гильемиды
- 733—793: Тьерри (Теодерик) I (ум. ок. 793), граф Отёна, Вьенна и Макона с 733, сын Теодерика
- 793—796: Теодоан (ум. 796/826), граф Отёна и Макона 793—796, сын предыдущего

Нибелунгиды
- 796—815: Хильдебранд (771—836), граф Отёна 796—815, сеньор Перраси и Божи, племянник Теодоана

Гильемиды
- 815—821: Тьерри (Теодерик) II (ум. 821), граф Отёна с 815, сын Теодоана
- 821—830: Тьерри (Теодерик) III (ум.830), граф Отёна с 821, сын Гильома Святого, внук Тьерри I
- 830—831, 835—843: Бернар I Септиманский (800—844), граф Барселоны и Жероны 826—832, 835—844, маркиз Септимании и Готии, 828—832, 835—844, граф Отёна 830—831, 835—843 брат Тьерри III

1-й дом Вержи?
- 844—853/856: Гверин (Варин) (ум. 853/856), граф де Макон с 825, де Мемонтуа с 831, Шалона с 835, Отёна с 837, Осуа с 844, маркиз Бургундии с 844, сын Гверина I
- 853—858: Изембард (815—858), граф Отёна, Шалона, Дижона и Макона с 853, граф Барселоны 850—852 сын Гверина II

Бурхардингеры?
- 858—863: Онфруа (Гумфред) (ум. после 876), граф Бона с 856, Отёна, Шалона, Макона с 858, маркиз Бургундии и Готии с 858, маркиз Тулузы с 863

Гильемиды
- 863—864: Бернар II Плантевелю (841—886), граф Отёна 863—864, граф Оверни с 870, граф Руэрга, Тулузы и Лимузена с 872, граф Берри и маркиз Готии с 878, граф Макона с 880, граф Лиона с 884, сын Бернара I Септиманского

Дом Робертинов
- 864—866: Роберт Сильный (ок. 820 — 15 сентября 866), граф Тура, Блуа и Анжера 853—858, 861—865, 866, граф Отёна с 864, Невера и Осера с 865, Парижа в 860-х, маркиз Нейстрии с 861

Каролинги
- 866—867: Людовик II Заика (846—879), граф Отёна 866—867, король Аквитании с 867, король Франции с 877

Дом Робертинов (?)
- 867—868/871: Эд I (ум.871), граф Шатодена с 846, граф Анжу и Блуа 846—852, граф де Труа 852—858, 867—871, граф Варе 859—870, граф Портуа с 867—870, граф Макона и Дижона с 863, граф Отёна с 867

Дом Нибелунгов
- 868/871—872: Бернар III (812—872), граф Отёна с 868 или 871, сын Хильдебранда III
- 872—877: Экхард II (810—877), сеньор де Парренси и Божи 836—876, граф Морвуа 840—856, граф Шалона с 863, Макона с 870, Отёна с 872, брат Бернара III

Гильемиды
- 877—878: Бернар IV Готский (844—879), маркиз Готии, граф Барселоны и Русильона 865—878, граф Берри 876—878, граф Отёна 877—878
- 878—879: Тьерри IV Казначей (ум.883), сын Хильдебранда III

Бозониды (Бивиниды)
- 879—880: Бозон Вьеннский (850—887), граф Вьенна и Лиона 871—880, граф Берри 872—876, герцог Италии 875—876, герцог Прованса 875—879, вице-король Италии 876—879, граф Макона и Шалона 877—880, Отёна 879—880, король Нижней Бургундии (Прованса) 879—887
- 880—921: Ричард Заступник (ок.856—921), граф Отёна с 880, граф Невера и Осера с 888, Санса с 894/895, граф Труа с 894, маркиз Бургундии с 898, герцог Бургундии с 918